# Schloss Hohentreswitz

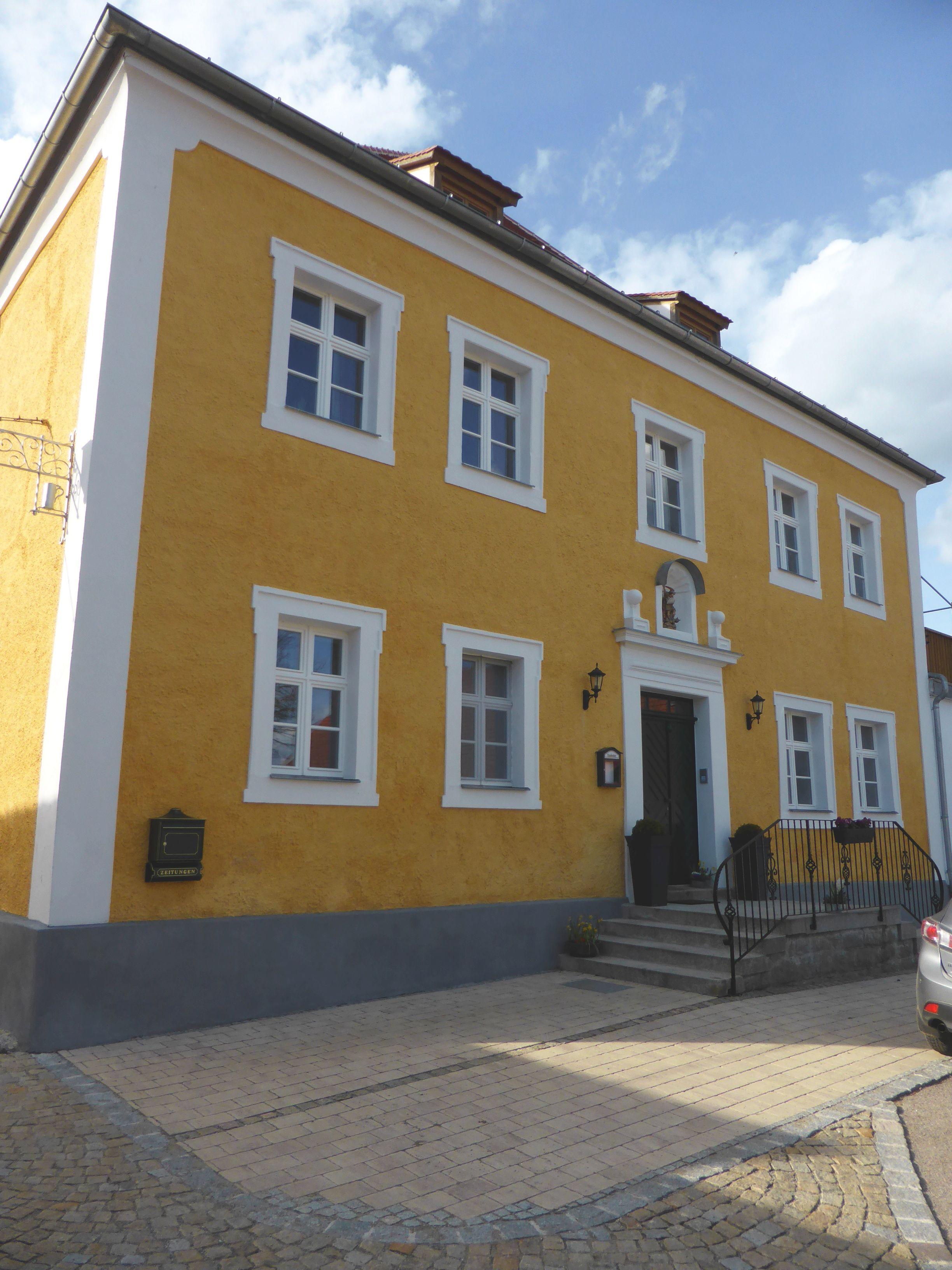
Hofmarkschloss Hohentreswitz

Das denkmalgeschützte Schloss Hohentreswitz befindet sich in dem gleichnamigen Ortsteil der oberpfälzischen Stadt Pfreimd im Landkreis Schwandorf von Bayern (Hohentreswitz 106). Es ist unter der Aktennummer D-3-76-153-47 als Baudenkmal verzeichnet. „Archäologische Befunde des Mittelalters und der frühen Neuzeit im Bereich des ehem. Hofmarksschlosses von Hohentreswitz, darunter die Spuren von Vorgängerbauten bzw. älterer Bauphasen“ werden zudem als Bodendenkmal unter der Aktennummer D-3-6539-0186 geführt.

## Geschichte
Der erste sicher belegte Besitzer von Hohentreswitz (Deswitz auf der Höch) ist der am 15. März 1464 genannte Ott Planckenfellser, der zusammen mit Hyltpolt Steiner und Jorg Planckenfellser zu Swertzenfeld eine Pfandeinlösung bezeugt. Ein Caspar von Plankenfels zu Hohentreswitz ist von 1498 bis 1501 Richter und Kastner zu Nabburg. Cristoffer von Blankenfels zu Dreswitz auf der Höhe verkauft am Pfintztag Nach Martini 1505 mit Zustimmung seiner Gemahlin Ursula eine jährliche Gilt von zwei seiner Höfe zu Sitzambuch und Hohentreswitz. Von 1518 bis 1546 wird auf dem allodialen Gut der Otten von Plankenfels genannt; das Gut wird als Edelmannsitz und als Hofmark bezeichnet, wobei die Halsgerichtsbarkeit bei dem Gericht Nabburg lag.
Nachdem Ott von Plankenfels 1546 ohne Erben verstorben war, meldete Wolff von Weyhern zu Heinersreuth, der Ehemann einer Nichte des Verstorbenen, Erbschaftsansprüche an, was ihm auch zugestanden wurde. Dieser Besitzer verstarb offensichtlich bald und so werden seine Erben als Inhaber der Hofmarksrechte 1550 und 1563 bei den zu Amberg stattfindenden Landtagen genannt. 1576 ging das Landsassengut an Veit Hans von Prandt († 1578), amtierender Landmarschall, über. Da diese Familie bereits zu Beginn des 16. Jahrhunderts Stein und Weihern erworben hatte, gehörte diese Familie zu den begütertsten des Landkreises. 1578 trat sein gleichnamiger Sohn Veit Hans von Prandt zum Stain vnt Reswitz auf der Höch die Nachfolge an. 1599 übernahm Friedrich Unruh diese Grundherrschaft. Nach ihm folgte 1609 sein Stiefsohn Wolf Heinrich von Trautenberg, der Hohentreswitz auf dem Gantweg erwarb. Wegen der Ablegung der Landsassenpflicht gab es mit ihm Probleme, da er unschlüssig war, zum katholischen Glauben zu konvertieren. Dieser Streit zog sich bis 1629 hin, da der Trautenberger durch häufigen Wechsel seines Aufenthaltsortes schwer erreichbar war. Nicht konversionswillig erwies sich Trautenbergs Ehefrau, die 1629 zusammen mit Konrad Teufel von Schwarzenfeld in einer Petition darum bat, trotz ihres Glaubens auf ihren Gütern zu verbleiben. Offenbar hat dann ein Befehl der Regierung einen Umschwung erbracht, denn nach 1630 ist von dieser Angelegenheit nichts mehr zu hören. Bei der Trautenbergschen Erben verblieb Hochtrswitz während des Dreißigjährigen Krieges bis 1651. Vom 7. November 1644 datiert der einzige erhaltene Lehensrevers über den Zehnt zu Hohentreswitz, der Ende des 14. Jahrhunderts nach dem leuchtenberigschen Lehensbuch an Georg Sauerzapf verliehen war. Nun, 250 Jahre später, belehnte Landgraf Maximilian den Adam Hans Christoph Bernclau von Schönreuth und Georg Christoph Münzer von Kümmersbruck als Vormünder der beiden von Wolf Heinrich von Trautenberg hinterlassenen minorennen Söhne, Erdmann und Georg Friedrich mit dem Zehent zu Treßwitz vf der Höhe grossen und kleinen, toten und lebendigen.
1651 erwarb Bartholomäus Göring das adelige Gut auf dem Kaufweg und leistete ein Jahr später die Erbhuldigung. Nach seinem Tod, er verstarb am 16. August 1682, folgte ihm laut der Landsassenmatrikel von 1694 und 1696 Johann Georg Göring. Aber bereits 1709 wird hier Servatii von Hartenstein, früherer Vicekanzler von Amberg, genannt. 1715 scheint ein Michael Sebastian Boslarn Hohentreswitz erkauft zu haben. Dieser Boslarn konnte seinen Besitz durch den Erwerb von Untertanen zu Weihern erweitern. Nach seinem Tod († um 1740) wechseln die Inhaber von Hohentreswitz relativ schnell. Zu nennen ist Joachim Joseph Fick (1744 und 1747), sulzbachischer Rat, Sigmund Friedrich von Stetting (1752), Pfarrer von Oberviechtach, Freiherr von Morawitzky (1772) und dann der Lizentiat Wittmann (1780), Amtsrichter von Waldthurn. Wenige Monate später musste Wittmann die Gutsherrschaft an den Oberstwachtmeister des zweibrücker Infanterieregiments, Moritz von Stetting, übergeben. Dieser lag bis zu seinem Tod in einem Streit mit der Hofkammer in München, da er den Landsassenbeitrag nicht zahlen wollte und auch noch eine Ungeldsbefreiung anstrebte. Seine Witwe, Josepha von Stetting, sah sich dann mit den gleichen Forderungen konfrontiert. Sie verkaufte nun 1802 das Landsassengut an Joseph Schrott und konnte von dem Erlös die auf Hohentreswitz lasteten Schulden begleichen und somit den 20 Jahre dauernden Streit beenden.
Joseph Schrott blieb bis Januar 1804 im Besitz von Hohentreswitz, dann verkaufte er das Gut an Joseph Freiherrn von Karg, den Besitzer von Trausnitz im Tal. Die zu dem Gut gehörende Jurisdiktion wurde 1808 eingezogen. Nach seinem Tod versuchte seine Witwe, Elisabeth von Karg, diese Rechte wieder zu erlangen. 1818 wurde die Gerichtsbarkeit zwar an sie zurückgegeben, aber die Bildung eines Patrimonialgerichts II. Klasse verweigert. 1827 wurde die Jurisdiktion endgültig eingezogen. Eine Allodifizierung des ehemals leuchtenbergischen mannritterlehenbaren Zehents erfolgte bereits am 21. Januar 1824. Hohentreswitz blieb bis 1. Mai 1978 eine selbständige Gemeinde und wurde dann nach Pfreimd eingemeindet.

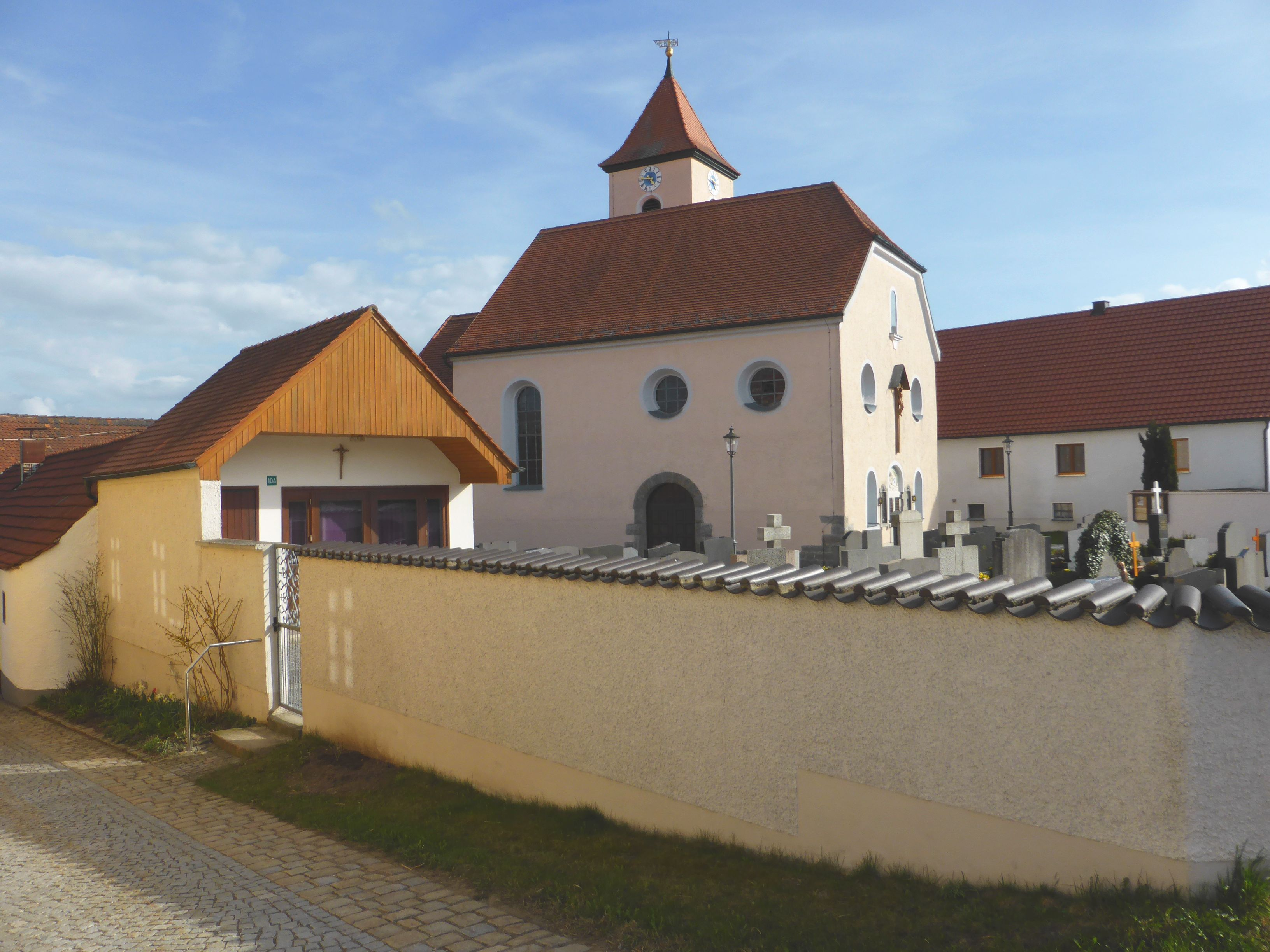
Kirche St. Bartholomäus in Hohentreswitz
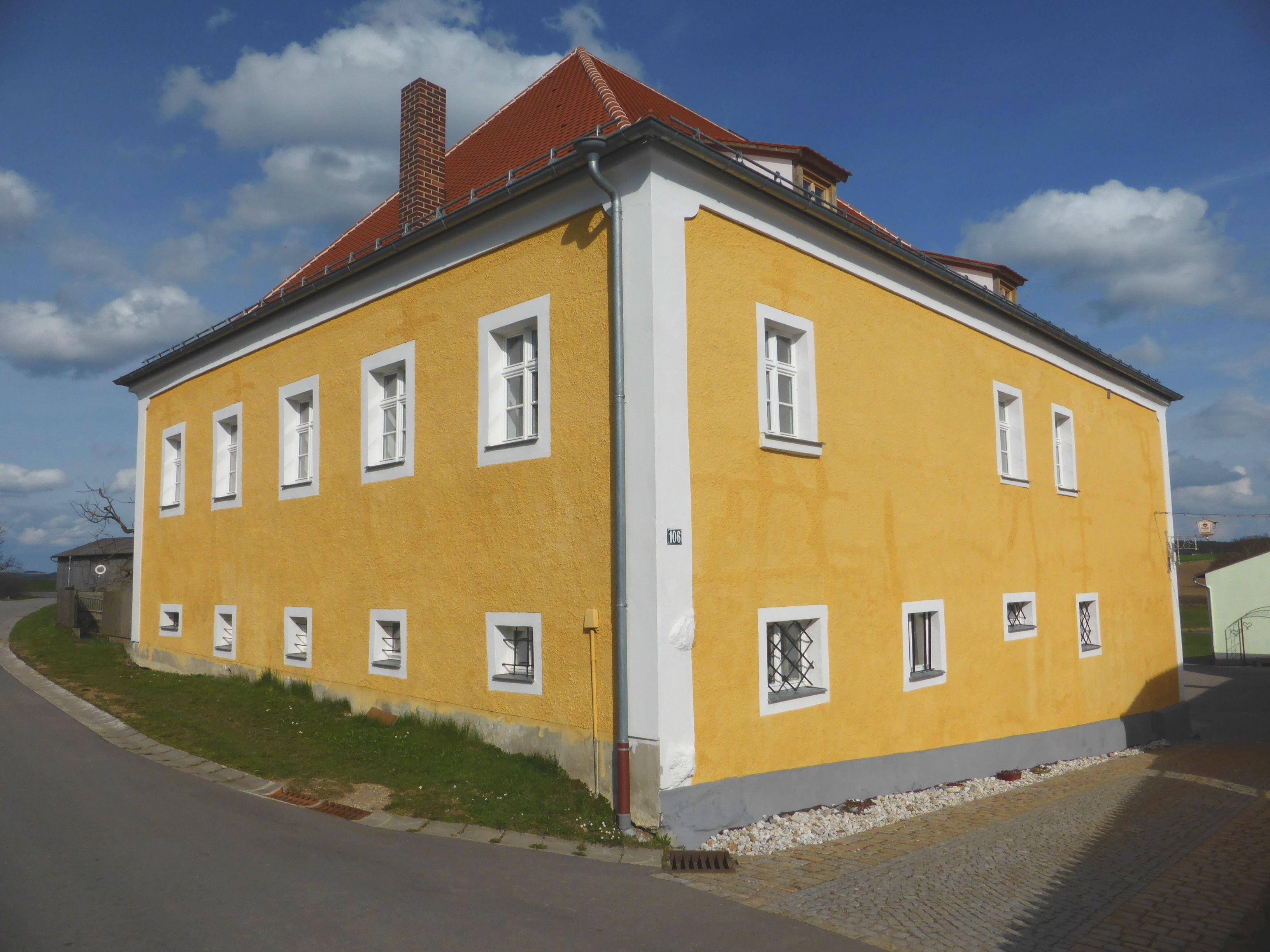
Schloss Hohentreswitz
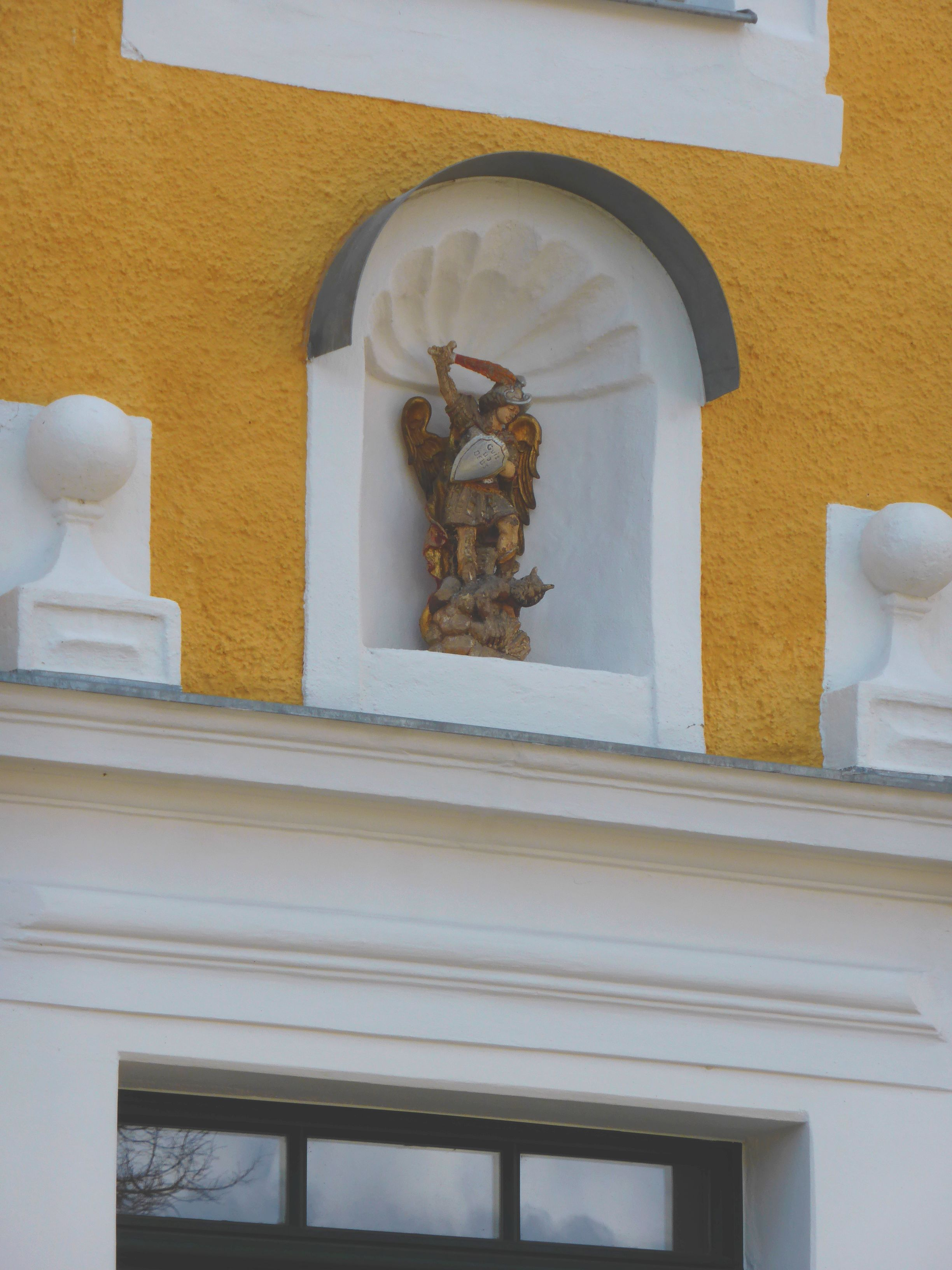
Portal zu Schloss Hohentreswitz
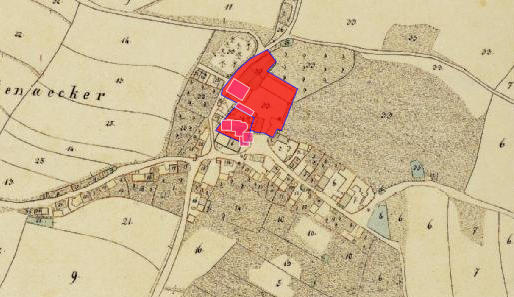
Lageplan von Schloss Hohentreswitz auf dem Urkataster von Bayern

## Schloss Hohentreswitz heute
Das Schloss liegt neben der Kirche und dem Friedhof von Hohentreswitz. Die ehemalige Schlosskirche St. Bartholomäus ist im Vergleich zu dem Schlossbau leicht schräg gestellt.
Das ehemalige Hofmarkschloss wird jetzt als Gastwirtschaft (Gastwirtschaft Edi Maier) genutzt. Es ist ein Walmdachbau, der im Kern aus dem 17. Jahrhundert stammt. An der Ostseite befindet sich ein Barockportal mit der Figur des hl. Georgs  aus dem 18. Jahrhundert.